# Il principe cerca figlio
Il principe cerca figlio (Coming 2 America) è un film del 2021 diretto da Craig Brewer.
La pellicola, con protagonista Eddie Murphy, è il sequel del cult del 1988 Il principe cerca moglie.

## Trama
Alla morte di suo padre Joffy Joffer, il principe Akeem del regno di Zamunda, in Africa, diventa re. Akeem, felicemente sposato con la regina Lisa, la donna che molto tempo prima ha conosciuto nel Queens, ha avuto tre figlie, ma nessun figlio che erediterà il suo trono alla morte di lui. Per questo motivo, la sua vita e il trono rischiano di essere presi dal generale Izzi, dittatore militare del paese confinante di Nexdoria, ancora infuriato per la cancellazione del matrimonio tra Akeem e sua sorella Imani, avvenuto ormai trent'anni prima. Il morente re Joffer e lo stregone Baba rivelano però ad Akeem che in realtà un erede maschio esiste: di fatto, durante la sua avventura a New York, quest'ultimo ha concepito il suo primogenito con una donna conosciuta in uno dei bar del Queens, evento che non ricorda affatto poiché era stato drogato da lei.
Il nuovo re e il suo amico Semmi ritornano dunque negli Stati Uniti, dove cercano il giovane, di nome Lavelle, attraverso uno schizzo disegnato da Baba. Il capo della banda dei barbieri incontrati dai due anni prima riconosce il giovane, che si occupa di bagarinaggio all'ingresso del Madison Square Garden. Dopo un imbarazzante ricongiungimento con la madre di Lavelle, Mary, Akeem si ricongiunge con il figlio e riesce a riportarlo a Zamunda insieme alla madre. Venuto a sapere del fatto, Izzi presenta sua figlia Bopoto a Lavelle come ultimo tentativo di rivendicare il trono di Zamunda, ma Lavelle, per essere riconosciuto come principe reale, deve superare una serie di prove tradizionali, oltre che a superare una mentalità diversa dalla famiglia biologica e i suoi modi di fare per nulla ortodossi.
Lavelle viene incoraggiato da Mirembe, una parrucchiera reale, a seguire la sua strada, e questo lo porta a legarsi a lei; invita quindi suo zio Reem, e questi gli insegna a fondere la sua educazione urbana con il suo nuovo status reale. In tal modo, Lavelle sviluppa gradualmente un rapporto positivo con Akeem e la sua famiglia, supera le prove impostegli e viene nominato Principe di Zamunda. Tuttavia, alla sua festa che segna la sua incoronazione come erede, Lavelle ode una conversazione tra Akeem e Izzi: credendo che Akeem lo stesse sfruttando, il giovane torna a New York accompagnato da Mirembe, Mary e Reem. Akeem ne rimane enormemente dispiaciuto, e Lisa gli rinfaccia il suo conservatorismo; dopo che il suo suocero Cleo lo incoraggia a migliorarsi, Akeem torna negli Stati Uniti.
Tornato a New York, Akeem trova Lavelle e Mirembe in procinto di sposarsi. Dopo che Lavelle gli ricorda la storia della sua vita, Akeem gli dona le sue benedizioni e lo libera dal suo matrimonio con Bopoto. Quando Mirembe si dichiara riluttante a tagliare tutti i loro legami con Zamunda, Akeem si offre di riportare indietro la famiglia di Mary per festeggiare un autentico matrimonio. Nel frattempo, Izzi invade il palazzo con il suo esercito, ma viene battuto da Semmi e le principesse, tutti combattenti addestrati, al che egli decide di tentare un approccio più diplomatico. Tornato a casa, Akeem cambia la sua successione reale scegliendo sua figlia Meeka come suo erede. Lavelle diventa ambasciatore di Zamunda negli Stati Uniti e il generale Izzi apre Nexdoria a un rapporto più pacifico con Zamunda. Il film si conclude così con una festa al palazzo reale per celebrare il matrimonio tra Lavelle e Mirembe.

## Produzione
Del sequel si comincia a parlare nel gennaio 2017, quando il produttore Kevin Misher ed i due sceneggiatori del primo capitolo, Barry W. Blaustein e David Sheffield, vengono collegati al progetto.
Le riprese del film, iniziate il 17 agosto 2019 ad Atlanta, dove è stata usata la magione di Rick Ross come location, sono terminate il 9 novembre dello stesso anno.

## Curiosità
Colin Jost interpreta Calvin Duke, il nipote di Randolph Duke e pronipote di Mortimer Duke, i co-protagonisti del film Una poltrona per due (1983) ed apparsi anche in Il principe cerca moglie (1988). Nel film, Calvin Duke gestisce la Duke & Duke Digital da quando Randolph e Mortimer, i quali appaiono in un ritratto nell'ufficio aziendale, sono riusciti a ricostruire la loro azienda di famiglia.

## Promozione
Il primo trailer del film è stato diffuso il 21 dicembre 2020.

## Distribuzione
Il film, inizialmente fissato nelle sale cinematografiche statunitensi dal 7 agosto 2020, è stato distribuito su Prime Video a partire dal 5 marzo 2021.

### Divieti
Negli Stati Uniti il film è stato vietato ai minori di 13 anni non accompagnati per la presenza di "contenuti volgari e sessuali, linguaggio spinto e droga".

## Accoglienza

### Critica
Il film è stato bocciato da critica e pubblico; sull'aggregatore Rotten Tomatoes il film ha ricevuto il 49% delle recensioni professionali positive con un voto medio di 5,4 su 10 basato su 249 critiche, mentre su Metacritic ha ottenuto un punteggio di 52 su 100 basato su 47 critiche.

## Riconoscimenti
- 2022 - Premio Oscar[13]
  - Candidatura per il miglior trucco e acconciatura a Mike Marino, Stacey Morris e Carla Farmer
- 2021 - MTV Movie & TV Awards[14]
  - Miglior performance comica a Leslie Jones
- 2022 - Satellite Award[15]
  - Candidatura per i migliori costumi a Ruth E. Carter